# Шортюг
Шортюг (Большой Шортюг) — река в России, протекает по Поназыревскому и Октябрьскому районам Костромской области. Устье реки находится в 692 км от устья Ветлуги по левому берегу. Длина реки составляет 34 км, площадь водосборного бассейна — 300 км².
Дала название ведомственной Шортюгской железной дороге.

## Данные водного реестра
По данным государственного водного реестра России относится к Верхневолжскому бассейновому округу, водохозяйственный участок реки — Ветлуга от истока до города Ветлуга, речной подбассейн реки — Волга от впадения Оки до Куйбышевского водохранилища (без бассейна Суры). Речной бассейн реки — (Верхняя) Волга до Куйбышевского водохранилища (без бассейна Оки).
Код объекта в государственном водном реестре — 08010400112110000040908.

### Притоки
(указано расстояние от устья)
- 9,8 км: ручей Портомойка (пр)
- 14 км: река Супротивка (пр)
- 18 км: река Полдневица (пр)